# Villeneuve-lès-Bouloc
Villeneuve-lès-Bouloc is een gemeente in het Franse departement Haute-Garonne (regio Occitanie). De plaats maakt deel uit van het arrondissement Toulouse. Villeneuve-lès-Bouloc telde op 1 januari 2022 1.687 inwoners.

## Geografie
De oppervlakte van Villeneuve-lès-Bouloc bedroeg op 1 januari 2022 12,66 vierkante kilometer; de bevolkingsdichtheid was toen 133,3 inwoners per km².

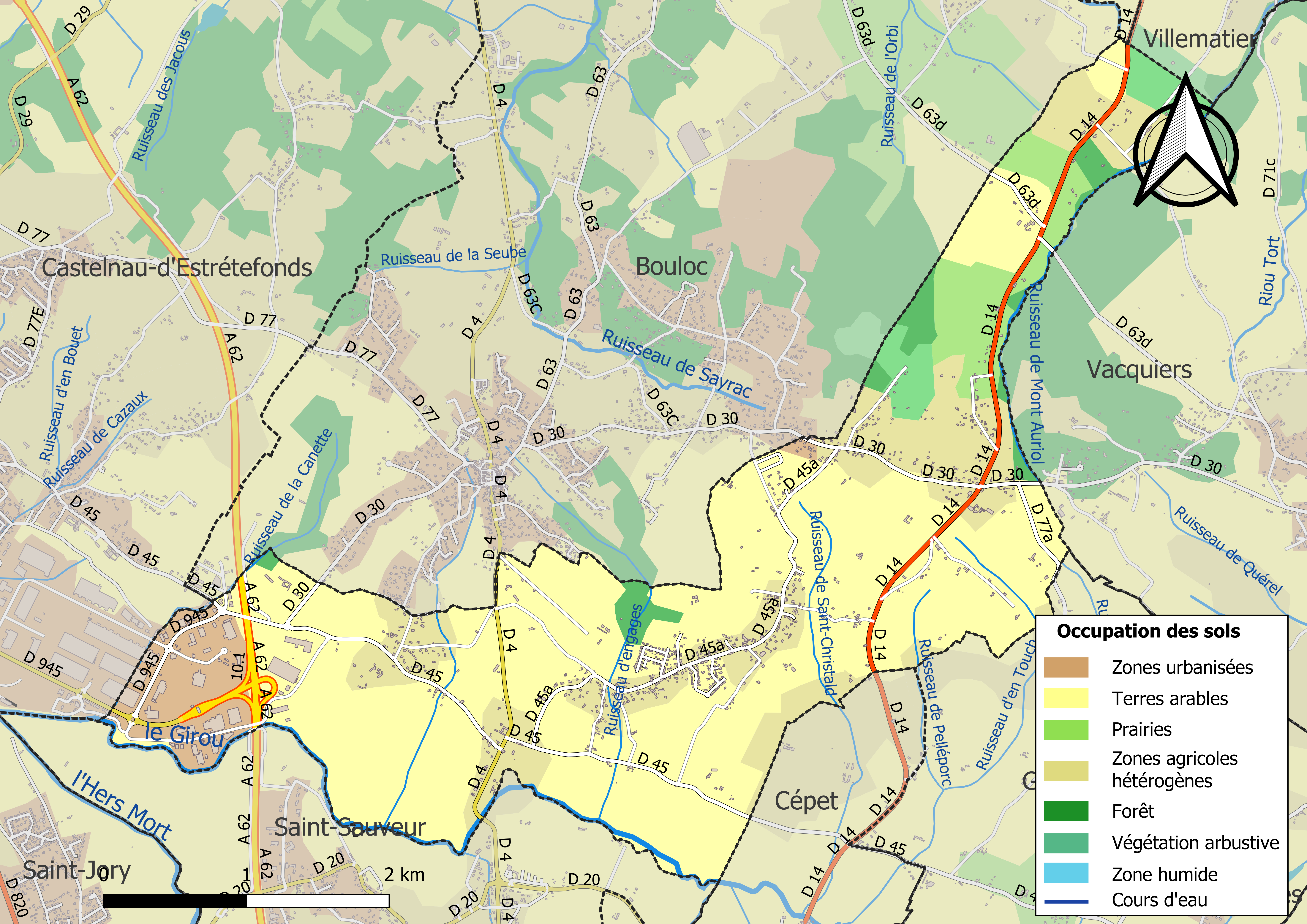
Kaart van de gemeente met belangrijkste infrastructuur, bodemgebruik en omliggende gemeenten

## Demografie
Onderstaande figuur toont het verloop van het inwonertal (bron: INSEE-tellingen).